# Pregària de Jesús

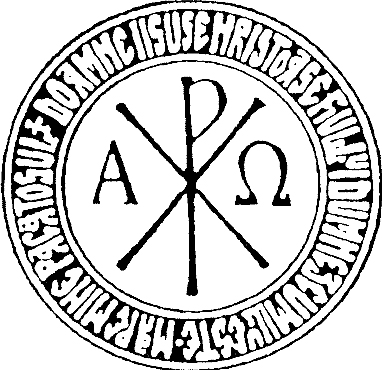
Cristograma amb la pregària de Jesús en romanès: Doamne Iisuse Hristoase, Fiul lui Dumnezeu, miluieşte-mă pe mine păcătosul.

La pregària de Jesús o pregària del cor és una tècnica cristiana ortodoxa de pregària típica de l'escola de l'hesicasme i perfeccionada pels starets. Ha estat emprada, ensenyada i discutida a través de la història del cristianisme oriental. Reflecteix l'ensenyament donat per Jesús de Natzaret a la paràbola del fariseu i el publicà (Lluc, 18:10-14), així com la pregària Senyor, salva'm! dita per Pere a Jesucrist mentre Pere s'enfonsava a la mar de Galilea (Mateu, 14:30).
Es pot repetir moltes vegades com a part d'una pràctica ascètica personal. Amb freqüència es fa amb l'ajut del cordó d'oració. També es pot acompanyar la pregària amb postracions i amb el senyal de la creu.
L'extensió de la pregària pot variar des del simple Senyor, tingueu misericòrdia fins al Senyor Jesucrist, Fill de Déu, tingues misericòrdia de mi, pecador.